# Kid Icarus: Of Myths and Monsters
Vous lisez un « bon article » labellisé en 2011.
Kid Icarus: Of Myths and Monsters est un jeu vidéo d'action et de plates-formes développé par Nintendo et Tose et édité par Nintendo. Le jeu est sorti en 1991 en Amérique du Nord et en 1992 en Europe sur Game Boy. Il constitue la suite de Kid Icarus, sorti en 1987 sur la Nintendo Entertainment System.
L'histoire de Kid Icarus: Of Myths and Monsters est influencée par la mythologie grecque et suit l'ange Pit dans sa quête des trois Trésors Sacrés. Son objectif est de vaincre Orcos, qui a envahi le Royaume des Anges. Le gameplay du jeu est similaire à celui de son prédécesseur. Le joueur doit y parcourir des environnements en deux dimensions tout en collectant des objets et combattant des monstres.
Kid Icarus: Of Myths and Monsters a été nommé par Nintendo Power dix-huitième meilleur jeu sur Game Boy, et les critiques l'ont salué pour son gameplay, ses graphismes et sa musique.

## Scénario
L'action du jeu se déroule dans le Royaume des Anges, un monde fantastique s'inspirant de la mythologie grecque, sur lequel règne la déesse Palutena. Son histoire est détaillée dans le manuel d'instruction : Palutena a fait un cauchemar dans lequel le Royaume des Anges a été pris d'assaut par une armée de démons. Un devin lui dit que son rêve est prémonitoire et que bientôt, un démon du nom d'Orcos envahira le Royaume des Anges. Palutena convoque Pit, le chef de son armée, et lui demande de commencer un entraînement spécial qui lui donnera le pouvoir nécessaire pour utiliser les trois Trésors Sacrés du Royaume des Anges. Afin de protéger ces derniers de la menace d'Orcos durant la formation de Pit, Palutena les a fait protéger par trois gardiens. Pit, une fois son entraînement terminé et les gardiens vaincus, se voit équiper par Palutena des trois Trésors Sacrés. Orcos apparaît alors et transforme Palutena en pierre, mais Pit le bat et sauve la déesse, ramenant la paix sur le Royaume des Anges. À la fin, Pit monte au ciel. Comme dans le mythe grec d'Icare, il vole trop près du Soleil et perd ses ailes.

## Système de jeu
Kid Icarus: Of Myths and Monsters est un jeu vidéo d'action et de plates-formes, qui conserve largement le gameplay de son prédécesseur, Kid Icarus sur NES. Le joueur contrôle le jeune ange Pit, dont la principale arme est un arc équipé d'un nombre illimité de flèches. Les stages du jeu, en deux dimensions, contiennent des objets que le joueur peut acquérir, des pièges et des ennemis. Le but de Pit est de terminer trois niveaux : la tour souterraine, le monde du dehors et la tour aérienne. Chacun d'entre eux est divisé en trois zones et une forteresse labyrinthique. Après avoir fini une zone, le joueur a la possibilité de sauvegarder sa progression, et la barre de vie de Pit peut être agrandie s'il a vaincu assez d'ennemis,.
À la différence de Kid Icarus, l'écran du jeu peut ici défiler dans les quatre directions, permettant au joueur d'explorer les environnements déjà visités. De plus, Pit peut désormais battre des ailes dans les airs pour amortir sa chute. Dans chaque zone se trouvent des portes cachées qui mènent à des chambres de huit types différents. Dans les magasins et les marchés noirs, le joueur peut acheter des objets tels que des potions curatives en échange de cœurs, laissés par les monstres vaincus,. Les centres d'informations donnent des conseils, un autre type de salle permet d'obtenir des cœurs spéciaux, tandis que les sources d'eau chaude restaurent la vie de Pit. Les Chambres au Trésor abritent des objets qui peuvent être obtenus grâce à un jeu de hasard. Dans les Chambres Sacrées, le dieu Zeus donne de la force physique supplémentaire à Pit en fonction du nombre d'ennemis qu'il a tués. Dans les centres de tests, Pit prend part à un entraînement. S'il le réussit, il obtient une arme parmi l'arc allongé, les flèches de feu et les cristaux de protection. Le premier augmente la portée horizontale des flèches, les deuxièmes leur portée verticale et les troisièmes servent à se défendre des ennemis. Au cours du jeu, le joueur doit trouver et battre trois gardiens dans les trois forteresses pour récupérer les trois Trésors Sacrés : le bouclier Miroir, la flèche de Lumière et l'aile de Pégase. Il s'agit d'objets spéciaux, qui donnent à Pit des nouvelles capacités dans le stage final, le Palais des Cieux,.

## Développement
Kid Icarus: Of Myths and Monsters a été conçu par Masafumi Sakashita et développé par Nintendo, en coopération avec Tose,. Il est sorti en novembre 1991 en Amérique du Nord et le 21 mai 1992 en Europe,. Il est ainsi l'un des seuls jeux développés par Nintendo n'étant pas sortis au Japon. Il est ressorti sur la console virtuelle de la Nintendo 3DS le 8 février 2012 au Japon et le 8 mars de la même année en Amérique du Nord, en Europe et en Australie.

## Accueil
Kid Icarus: Of Myths and Monsters a eu droit à des critiques généralement positives de la part de la presse spécialisée. Un rédacteur du Nintendo Magazine System lui a attribué un score de 71/100 et l'a décrit comme une « adaptation assez joyeuse du jeu de plates-formes sur NES [qui] offre du fun, mais qui n'est désormais plus tout jeune ». JC Fletcher de Joystiq a fait valoir que le jeu « va significativement plus loin que son prédécesseur », bien qu'il « reste incontestablement Kid Icarus ». Un testeur de GamePro a jugé les contrôles « précis » et a donné au gameplay du jeu la note maximale, cinq points. Il a par ailleurs ajouté que la « musique met dans l'ambiance » et que les graphismes étaient « beaux en noir et blanc », grâce aux « larges sprites et jolis décors ». Audrey Drake d'IGN a qualifié le jeu de « suite impressionnante » qui se démarque du premier grâce à son gameplay amélioré, même s'il n'est pour elle « pas aussi mémorable » que le jeu NES. Elle a enfin souligné que Kid Icarus: Of Myths and Monsters « était un titre solide indûment oublié ». David Sanchez, rédacteur de GameZone, a affirmé qu'il « s'appropriait fidèlement la magie du premier épisode », et a réclamé une réédition sur la Console virtuelle de la Nintendo 3DS.
Les critiques francophones ont aussi été globalement positives. Plusieurs publications ont apprécié la possibilité de sauvegarde que propose le jeu,,. Le magazine Consoles + remarque qu'« on ne reste pas une seconde inactif » mais regrette le manque d'originalité des décors et la bande son « banale », tandis que Super Power salue « un jeu d'aventure-action très vaste ». Player One se montre également très enthousiaste sur tous les points du jeu, sauf de nouveau sur sa bande son, qui ne sera pas « le tube de l'été ».
Kid Icarus: Of Myths and Monsters s'est classé à la 18e place de la liste établie par Nintendo Power des 20 meilleurs jeux sur Game Boy.

## Postérité
Il est resté le dernier jeu de la série Kid Icarus durant vingt ans jusqu'à la sortie en 2012 de Kid Icarus: Uprising sur Nintendo 3DS,.